# 維拉丁根

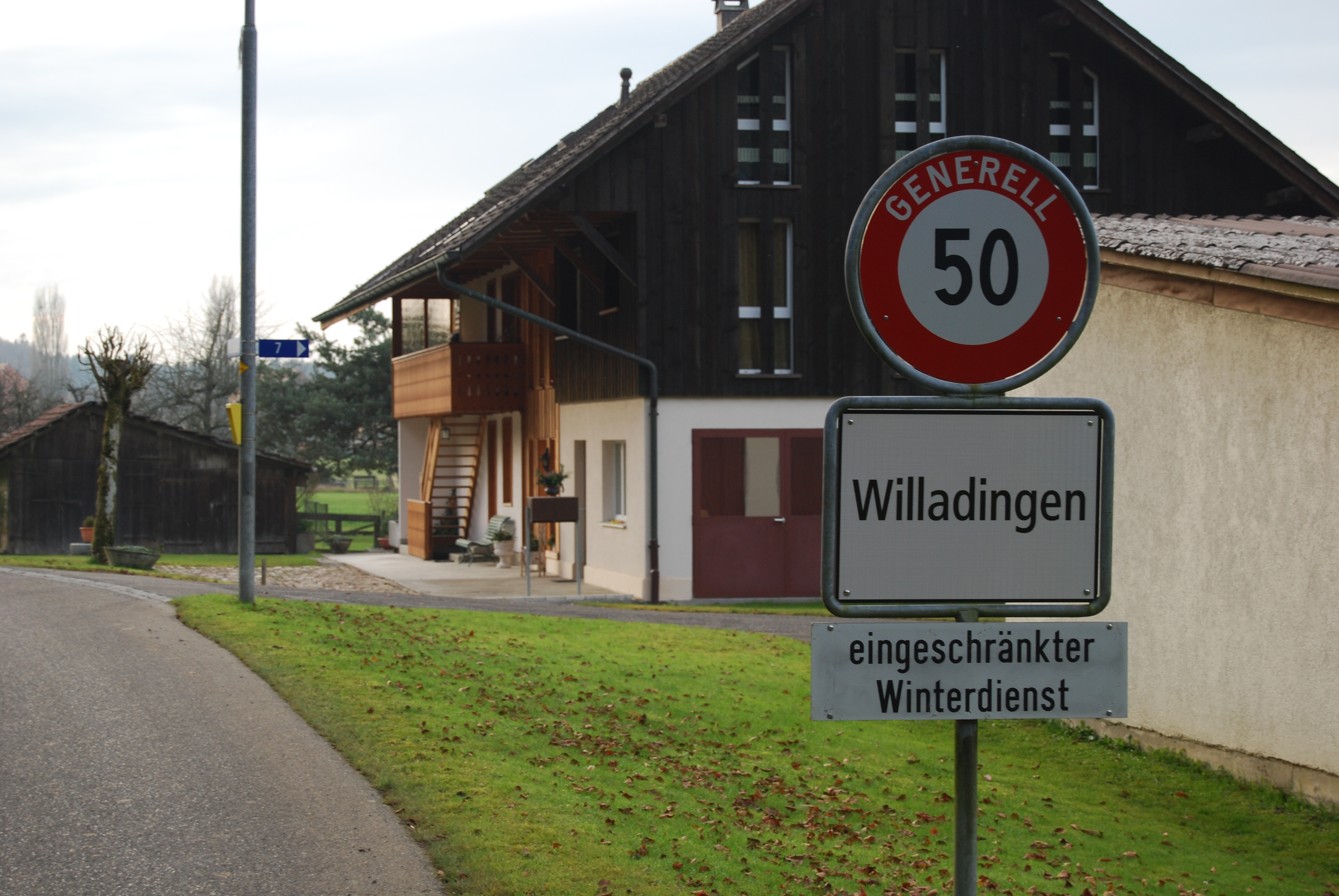

維拉丁根是瑞士的城鎮，位於該國中西部，由伯恩州負責管轄，面積2.16平方公里，海拔高度465米，2011年人口199，九成人口信奉基督教，人口密度每平方公里92人。